# Handkea utriformis
O Handkea utriformis, sinônimo de Lycoperdon utriforme, Lycoperdon caelatum ou Calvatia utriformis, é uma espécie de fungo da família Lycoperdaceae. É um cogumelo bastante grande, que pode atingir dimensões de até 25 cm de largura por 20 cm de altura. Muito difundido nas zonas temperadas do norte, é encontrado com frequência em pastagens e charnecas arenosas e é comestível quando jovem. O H. utriformis tem atividade antibiótica contra várias bactérias e pode acumular os traços de metais cobre e zinco em concentrações relativamente altas.

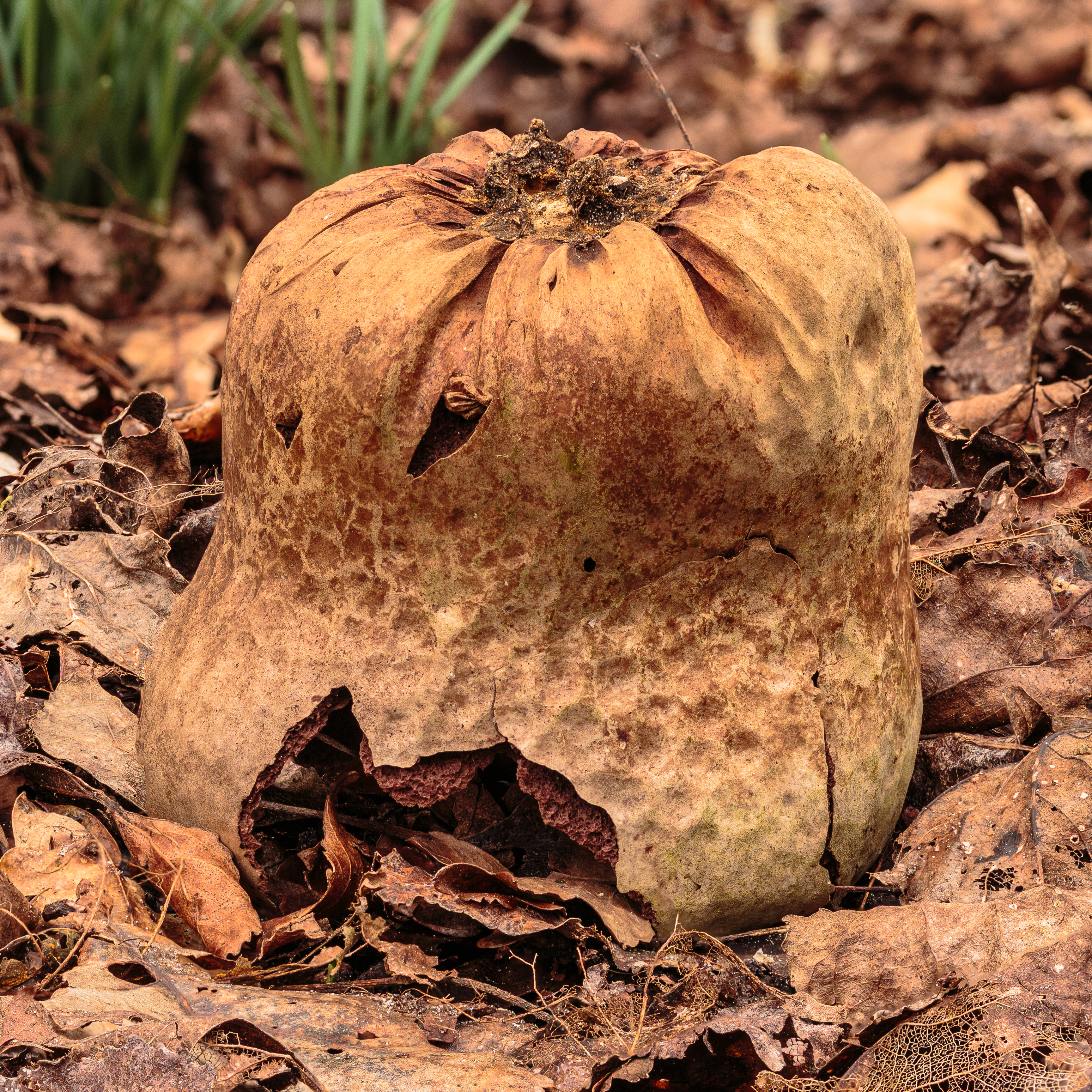
Restos de um utriformis

## Taxonomia
Esse fungo foi originalmente descrito em 1790 pelo botânico francês Pierre Bulliard como Lycoperdon utriforme e, desde então, tem sido classificado de várias formas nos gêneros  Bovista, Lycoperdon, Calvatia [en] e Utraria. Em 1989, o micologista alemão Hanns Kreisel [en] descreveu o gênero Handkea para incluir espécies de Calvatia que tinham características microscópicas distintas: as espécies de Handkea têm um tipo exclusivo de capilício [en] (hifas grossas de paredes espessas na gleba), com fendas curvas em vez dos poros usuais. Embora aceito por alguns autores, o conceito de gênero foi rejeitado por outros.
No passado, a espécie (quando era conhecida como Calvatia utriformis) foi separada em três variedades (C. utriformis var. utriformis, C. utriformis var. hungarica e C. utriformis var. gruberi) com base em diferenças na ornamentação do exoperídio (camada de tecido externo da parede, ou perídio) e dos basidiósporos. Entretanto, um estudo de 1997 sobre esses caracteres revelou que as três variedades não são claramente demarcadas. Esse estudo e outros sugerem que as variações nas condições ambientais em que os espécimes são cultivados podem afetar o desenvolvimento dessas características.
Análises filogenéticas publicadas em 2008 mostram que o gênero Handkea pode ser agrupado em um clado junto com espécies de vários outros gêneros, incluindo Lycoperdon, Vascellum [en], Morganella [en], Bovistella [en] e Calvatia. Publicada no mesmo ano, outra análise de DNA da estrutura do transcrito ITS2 rDNA confirmou que o H. utriformis está intimamente relacionado ao  Lycoperdon echinatum.

## Descrição
O Handkea utriformis tem um basidiocarpo gasteroide, o que significa que os esporos são produzidos internamente e só são liberados quando o esporocarpo maduro envelhece e seca ou é quebrado.

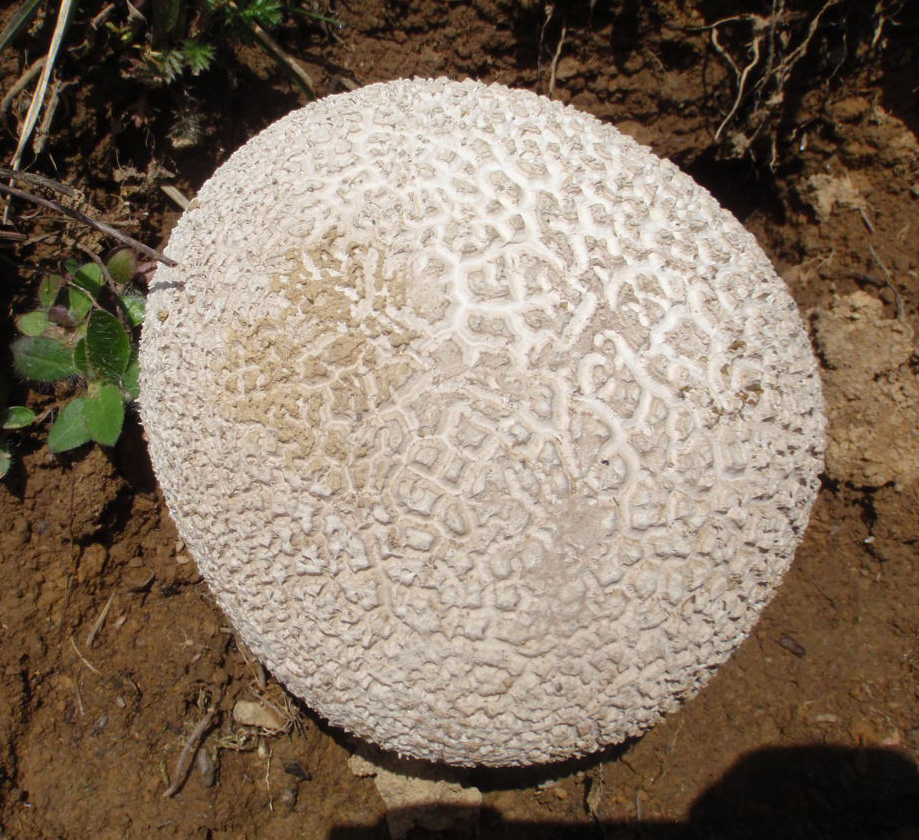
Espécime da Turquia.

Os fungos jovens têm tipicamente de 6 a 12 cm de diâmetro, são brancos ou marrom-acinzentados pálidos; na maturidade, podem atingir dimensões de 25 cm de largura por 20 cm de altura. O exoperídio é tomentoso - densamente coberto por uma camada de pelos finos emaranhados. A espécie recebe o nome comum em inglês de “mosaic puffball” devido ao padrão de mosaico na parte superior e nas laterais que se desenvolve à medida que o esporocarpo amadurece e a parede externa (exoperídio) se divide em manchas poligonais. A parte inferior é fixada ao solo por um conjunto de hifas semelhante a uma raiz, chamado de rizomorfo. Sua aparência é atarracada e tem formato aproximado de pera, geralmente não sendo mais alto do que largo. A carne (gleba, ou massa portadora de esporos) é branca quando jovem, mas torna-se marrom e pulverulenta após a maturidade. A parte superior da pele acaba se desintegrando semanas ou até meses após o aparecimento do fungo, e os esporos marrons são liberados no ar; esse processo geralmente é acelerado pela chuva ou por ser pisoteado pelo gado. Por fim, tudo o que resta é a base estéril em forma de xícara, que às vezes pode conter água. Essa característica pode ter sido a origem do epíteto específico, já que utrarius significa “portador de água” em latim.

### Características microscópicas
Os esporos de H. utriformis são aproximadamente esféricos, lisos e de paredes espessas. Eles têm dimensões de 4,5 a 5,5 μm.

### Espécies similares
Várias espécies se assemelham ao H. utriformis, incluindo Calvatia cyathiformis [en], C. booniana e C. pachyderma. O Calvatia cyathiformis tem uma gleba de cor púrpura com um exoperídio liso; o C. booniana tem um exoperídio que se assemelha ao feltro ou tem tufos de “pelos” macios, como o H. utriformis, mas não tem nenhum estipe e tem um capilício com pontos arredondados em vez de sinuosos; o C. pachyderma tem um exoperídio mais espesso e liso do que o H. utriformis.

## Distribuição e habitat
O Handkea utriformis é muito difundido e frequente nas zonas temperadas do norte. É encontrado na Europa, na Ásia continental, no Japão, no leste da América do Norte atlântica, no México e na África do Sul. Também foi coletado no Chile, e na Nova Zelândia. Crescendo sozinho ou em pequenos grupos, ele favorece pastagens arenosas abertas ou charnecas e é frequentemente encontrado em regiões costeiras. Normalmente, frutifica no verão até o final do outono (julho a novembro no Reino Unido).

## Comestibilidade
Esse fungo razoavelmente grande é comestível somente quando a carne com esporos é jovem e branca. Diz-se que ela não tem textura, e o sabor e o odor dos esporocarpos jovens são descritos como “não característicos”. Um estudo de 2007 sobre a composição de ácidos graxos de várias espécies de Lycoperdaceae comestíveis determinou que o teor de lipídios do H. utriformis é bastante baixo, aproximadamente 1,8%. O conteúdo de ácidos graxos era principalmente ácido linoleico (42,4%), ácido oleico (23%), ácido palmítico (12,2%) e ácido esteárico (3,6%); 17 outros ácidos graxos de vários comprimentos de cadeia e graus de insaturação contribuíram para a composição total de ácidos graxos.

## Atividade antibiótica
Um estudo de 2005 sobre a atividade antimicrobiana de várias espécies de Lycoperdaceae revelou que o Handkea utriformis é “significativamente ativo” contra várias bactérias, inclusive Bacillus subtilis, Escherichia coli, Klebsiella pneumoniae, Pseudomonas aeruginosa, Salmonella enterica, Staphylococcus aureus, Streptococcus pyogenes e Mycobacterium smegmatis. Por outro lado, H. utriformis tem baixa atividade antifúngica contra as espécies Candida albicans, Rhodotorula rubra e Kluyveromyces marxianus.

## Bioacumulação
Um estudo das concentrações de cobre e zinco em 28 espécies diferentes de cogumelos comestíveis mostrou que o H. utriformis acumulou seletivamente o cobre (251,9 mg de cobre por quilograma de cogumelo) e o zinco (282,1 mg de Zn/kg de cogumelo) em níveis mais altos do que todos os outros cogumelos testados. Os autores observam que, embora esses micronutrientes sejam importantes requisitos nutricionais para os seres humanos e que o H. utriformis possa ser considerado uma boa fonte desses elementos, sabe-se que a absorção dos elementos (biodisponibilidade) dos cogumelos é “baixa devido à absorção limitada do intestino delgado”.